# Stampante ottica

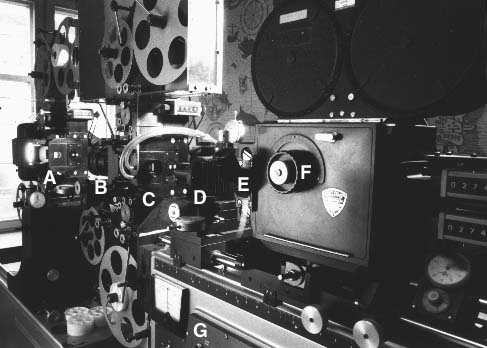
Una stampante ottica 35 mm con due teste di proiezione, usata nella produzione di effetti speciali per i film.

Una stampante ottica è un dispositivo composto da uno o più proiettori meccanici collegati a una macchina da presa. Permette ai cineasti di riprendere di nuovo uno o più spezzoni di film. La stampante ottica è usata per creare effetti speciali per i film, o per copiare e restaurare vecchi filmati.
Effetti ottici comunemente prodotti comprendono: dissolvenza in entrata, dissolvenza in uscita, dissolvenza, riprese rallentate, riprese accelerate e il matte. Lavori più complessi possono coinvolgere decine di elementi, tutti combinati in una singola scena.

## Storia

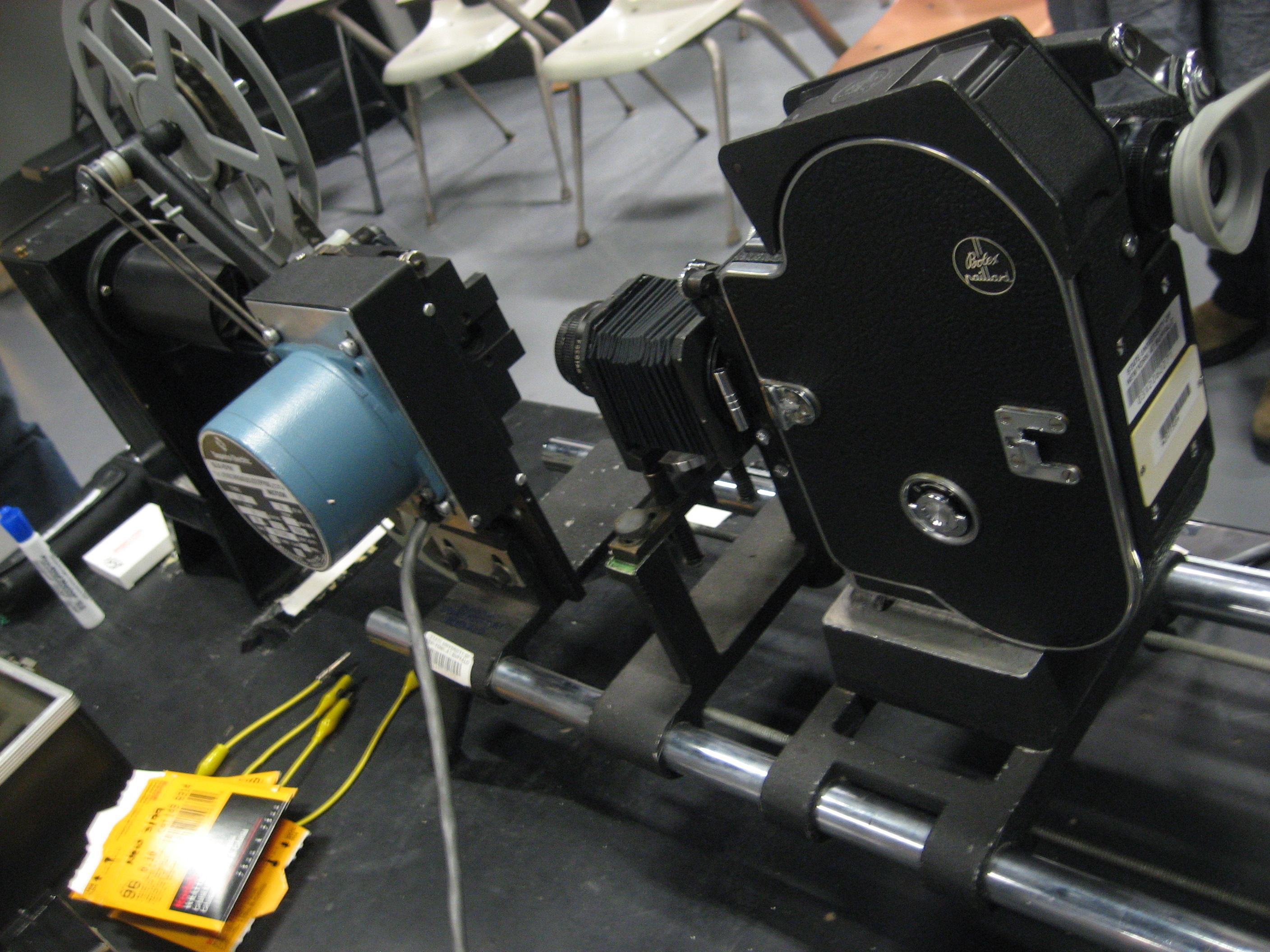
Una stampante ottica 16 mm al Department of Media Study dell'Università di Buffalo, costruita usando una cinepresa Bolex.

Una delle prime stampanti ottiche messe in commercio è stata prodotta dalla Dupue Company di Chicago negli anni venti. Linwood G. Dunn ne ha espanso il concetto negli anni trenta costrunedo la prima stampante ottica moderna per l'esercito statunitense durante la Seconda guerra mondiale, che fu chiamata "Acme-Dunn Special Effects Optical Printer". Per questo lavoro vinse l'Oscar al merito tecnico-scientifico nel 1945.
Lo sviluppo è continuato fino agli anni ottanta, quando le stampanti erano controllate da minicomputer. Tipici esempi di lavori fatti con la stampante ottica, incluso il matte sono 2001: Odissea nello spazio e Guerre stellari.
Alla fine degli anni ottanta, la composizione digitale ha cominciato a sostituire gli effetti ottici. A metà degli anni novanta, la computer grafica era evoluta tanto da rivaleggiare e superare quello che era possibile fare con le stampanti ottiche, e la stampa ottica fu quasi completamente abbandonata. I miglioramenti negli scanner e nei registratori, hanno permesso di trasferire un film nel computer, applicare gli effetti speciali, e poi ritrasferire il tutto su pellicola.
Attualmente, le stampanti ottiche sono principalmente usate come strumenti artistici da cineasti di cinema sperimentale, o per usi didattici. Come tecnica, è particolarmente utile per creare delle copie di pellicole dipinte a mano, o modificate fisicamente.

## Artefatti
Come in ogni processo analogico, ogni "passaggio" ottico degrada l'immagine, proprio come quando si fa una fotocopia di una fotocopia. Inoltre, siccome si utilizzano spezzoni di negativi differenti, è un problema mantenere l'esatta corrispondenza dei colori dell'originale. Per motivi economici, specialmente negli anni cinquanta, nelle serie TV prodotte su pellicola, il lavoro della stampante era limitato alle parti di scena necessarie per gli effetti. Il filmato originale veniva diviso a metà con uno spezzone stampato otticamente, determinando un'evidente alterazione della qualità dell'immagine, nel momento in cui avveniva la transizione da uno spezzone all'altro.
Altri artefatti problematici dipendono dall'effetto cercato, il più delle volte si hanno imprecisioni di allineamento nel matte. Per questo motivo, le riprese destinate ad essere manipolate tramite stampante ottica sono spesso girate in formati di pellicola più grande del resto del progetto. Formati più grandi (come il formato Vistavision) hanno una migliore chiarezza e una grana inferiore quando vengono ristampate e inoltre riducono i problemi di allineamento.